# Eberhard Georg von Gemmingen
Eberhard Georg von Gemmingen (* 30. Juli 1754 in Magdeburg; † 7. November 1806 in Megyes, Ungarn) war Grundherr in Rappenau mit Pachtbesitz in Ungarn.

## Leben
Er war der Sohn von Eberhard von Gemmingen (1713–1757), der als preußischer Major beim Rückzug aus Böhmen an der Ruhr starb, und der Johanna von Grävenitz aus Magdeburg. Beim Tod seines Vaters, von dem er den Besitz in Rappenau erbte, war Eberhard Georg erst drei Jahre alt, so dass er zunächst unter der Vormundschaft seines Großvaters Eberhard (1688–1767), Festungskommandant in Luxemburg, und nach dessen Tod unter der Vormundschaft seines Onkels Sigmund (1724–1806), Grundherr in Treschklingen, stand, der ihm 1779 schließlich den ererbten Besitz übergab.
Eberhard Georg studierte in Tübingen, die Kavalierstour führte ihn in die Schweiz und nach Frankreich. 1774 kam er zum Reichskammergericht nach Wetzlar. Im Jahr seiner Heirat 1776 wurde er zum Ritterrat gewählt. Sein Augenmerk galt der Verbesserung der Landwirtschaft, wozu er auch ausgedehnte Reisen unternahm. Auf Vorschlag des Fürsten Kaunitz wandte er sich nach Ungarn, um dort ebenfalls die Landwirtschaft zu beleben. Mit finanzieller Unterstützung seines Onkels Sigmund pachtete er große Ländereien in Ungarn. Sowohl Eberhard Georg als auch Sigmund sind in Ungarn verstorben. Eberhard Georg wurde in der deutschen Kirche von Mezőberény beigesetzt.

## Familie
Er war ab 1776 mit Charlotte von Mentzingen (1750–1795) verheiratet. Nach dem frühen Tod seiner Frau wurden die Kinder von seiner Schwester Ferdinande (1756–1804) in Rappenau erzogen. Da Eberhard Georg zum Zeitpunkt seines Todes 1806 keine männlichen Nachkommen hatte, trat sein Onkel Sigmund in die Erbfolge ein, verstarb jedoch auch im selben Jahr, so dass Eberhard Georgs Besitz an Sigmunds gleichnamigen Sohn Sigmund (1777–1843) kam, der mit Eberhard Georgs Tochter Charlotte verheiratet war.
Kinder:
- Sophie Luise (* 18. Mai 1778; † 31. Juli 1848) ⚭ 1785 Franz Göler von Ravensburg (* 25. Dezember 1772; † 6. Juli 1821)
- Christian Friedrich (1780–1805), kurmainzischer Kammerherr, verstarb vor dem Vater kinderlos an Tuberkulose
- Benedicta (1780–1795)
- Hans (1783–1796)
- Charlotte (1785–1842) ⚭ Sigmund von Gemmingen-Hornberg zu Treschklingen (1777–1843)
- Dorothea (1788–1822)